# Cladanthus mixtus
Camomille mixte, Orménide mixte, Anthémis panachée
Espèce
La Camomille mixte, Orménide mixte ou Anthémis panachée (Cladanthus mixtus) est une espèce de plantes de la famille des Astéracées.